# Handbal la Jocurile Olimpice de vară din 2024 – Turneul feminin
Turneul feminin de handbal de la Jocurile Olimpice de vară din 2024, găzduit de Franța, a fost a 13-a ediție a acestui eveniment sportiv feminin organizat în cadrul Jocurilor Olimpice. S-a desfășurat in perioada 25 iulie - 10 august 2024. Fazele preliminare au fost găzduite de South Paris Arena 6 din Paris, iar partidele eliminatorii de stadionul Pierre Mauroy din Lille.

## Programul
Programul complet al competiției feminine a fost anunțat pe 29 aprilie 2024.
| G | Faza grupelor | ¼ | Sferturi de finală | ½ | Semifinalele | f | Finala mică | F | Finala |

| Joi 25 | Vin 26 | Sâm 27 | Dum 28 | Lun 29 | Mar 30 | Mie 31 | Joi 1 | Vin 2 | Sâm 3 | Dum 4 | Lun 5 | Mar 6 | Mie 7 | Joi 8 | Vin 9 | Sâm 10 | Sâm 10 |
| ------ | ------ | ------ | ------ | ------ | ------ | ------ | ----- | ----- | ----- | ----- | ----- | ----- | ----- | ----- | ----- | ------ | ------ |
| G      |        |        | G      |        | G      |        | G     |       | G     |       |       | ¼     |       | ½     |       | f      | F      |

## Calificări
| Modalitate de calificare                 | Data                   | Gazda                                     | Locuri | Calificate             |
| ---------------------------------------- | ---------------------- | ----------------------------------------- | ------ | ---------------------- |
| Țara gazdă                               | N/A                    | N/A                                       | 1      | Franța                 |
| Campionatul European din 2022            | 4–20 noiembrie 2022    | Slovenia · Macedonia de Nord · Muntenegru | 1      | Danemarca              |
| Turneul asiatic de calificare din 2023   | 17–23 august 2023      | Hiroshima                                 | 1      | Coreea de Sud          |
| Turneul african de calificare din 2023   | 11–14 octombrie 2023   | Luanda                                    | 1      | Angola                 |
| Jocurile Panamericane 2023               | 24–29 octombrie 2023   | Viña del Mar                              | 1      | Brazilia               |
| Campionatul Mondial din 2023             | 29 nov. – 17 dec. 2023 | Danemarca · Norvegia · Suedia             | 1      | Norvegia               |
| Turneele olimpice de calificare din 2024 | 11–14 aprilie 2024     | Debrețin                                  | 2      | Ungaria · Suedia       |
| Turneele olimpice de calificare din 2024 | 11–14 aprilie 2024     | Torrevieja                                | 2      | Țările de Jos · Spania |
| Turneele olimpice de calificare din 2024 | 11–14 aprilie 2024     | Neu-Ulm                                   | 2      | Germania · Slovenia    |
| Total                                    | Total                  | Total                                     | 12     |                        |

## Formatul competiției
Cele 12 echipe participante la turneu au fost împărțite în două grupe de câte șase, fiecare din ele jucând câte un meci împotriva celorlalte echipe din grupă. După încheierea acestei faze, primele patru echipe din fiecare grupă au avansat în sferturile de finală. Învingătoarele au avansat în semifinale, iar câștigătoarele semifinalelor au disputat un meci pentru medalia de aur, în timp ce învinsele au jucat un meci pentru medalia de bronz. 

## Tragerea la sorți
Tragerea la sorți pentru distribuția în grupe a avut loc pe 16 aprilie 2024.

### Distribuția în urnele valorice
Distribuția echipelor în urnele valorice a fost anunțată pe 14 aprilie 2024.
| Urna 1             | Urna a 2-a               | Urna a 3-3        | Urna a 4-a      | Urna a 5-a           | Urna a 6-a             |
| ------------------ | ------------------------ | ----------------- | --------------- | -------------------- | ---------------------- |
| Norvegia · Ungaria | Țările de Jos · Germania | Slovenia · Spania | Suedia · Franța | Danemarca · Brazilia | Angola · Coreea de Sud |

## Arbitrii
Perechile de arbitri au fost anunțate pe 26 aprilie 2024.
| Arbitri               | Arbitri                                 |
| --------------------- | --------------------------------------- |
| Algeria               | Youcef Belkhiri Sid Ali Hamidi          |
| Argentina             | Mariana García María Paolantoni         |
| Bosnia și Herțegovina | Amar Konjičanin Dino Konjičanin         |
| Cehia                 | Václav Horáček Jiří Novotný             |
| Danemarca             | Mads Hansen Jesper Madsen               |
| Franța                | Julie Bonaventura Charlotte Bonaventura |
| Germania              | Robert Schulze Tobias Tönnies           |
| Germania              | Tanja Kuttler Maike Merz                |

| Arbitri           | Arbitri                          |
| ----------------- | -------------------------------- |
| Ungaria           | Ádám Bíró Olivér Kiss            |
| Macedonia de Nord | Gjorgji Nachevski Slave Nikolov  |
| Muntenegru        | Ivan Pavićević Miloš Ražnatović  |
| Norvegia          | Håvard Kleven Lars Jørum         |
| Slovenia          | Bojan Lah David Sok              |
| Spania            | Ignacio García Andreu Marín      |
| Suedia            | Mirza Kurtagic Mattias Wetterwik |
| Elveția           | Arthur Brunner Morad Salah       |

## Faza grupelor
Orele sunt cele locale (UTC+2).

### Grupa A
| Loc | Echipa        | MJ | V | E | Î | GM  | GP  | DG  | Pct | Calificare           |
| --- | ------------- | -- | - | - | - | --- | --- | --- | --- | -------------------- |
| 1   | Norvegia      | 5  | 4 | 0 | 1 | 140 | 110 | +30 | 8   | Sferturile de finală |
| 2   | Suedia        | 5  | 4 | 0 | 1 | 140 | 125 | +15 | 8   | Sferturile de finală |
| 3   | Danemarca     | 5  | 4 | 0 | 1 | 126 | 116 | +10 | 8   | Sferturile de finală |
| 4   | Germania      | 5  | 1 | 0 | 4 | 136 | 134 | +2  | 2   | Sferturile de finală |
| 5   | Coreea de Sud | 5  | 1 | 0 | 4 | 107 | 133 | −26 | 2   |                      |
| 6   | Slovenia      | 5  | 1 | 0 | 4 | 116 | 147 | −31 | 2   |                      |

1. 1 2 3  Norvegia 2 puncte, golaveraj +5; Suedia 2 puncte, golaveraj +2; Danemarca 2 puncte, golaveraj −7.
2. 1 2 3  Germania 2 puncte, golaveraj +18; Coreea de Sud 2 puncte, golaveraj −6; Slovenia 2 puncte, golaveraj −12.

| 25 iulie 2024 09:00 | Slovenia       | 19 – 27 | Danemarca           | South Paris Arena 6, Paris Asistență: 5686 Arbitri: Brunner, Salah |
| 25 iulie 2024 09:00 | Gros, Stanko 5 | (11–14) | Friis, Østergaard 5 | South Paris Arena 6, Paris Asistență: 5686 Arbitri: Brunner, Salah |
| 25 iulie 2024 09:00 | 6× 1×          | Raport  | 5× 1×               | South Paris Arena 6, Paris Asistență: 5686 Arbitri: Brunner, Salah |

| 25 iulie 2024 16:00 | Germania | 22 – 23 | Coreea de Sud  | South Paris Arena 6, Paris Asistență: 5765 Arbitri: Belkhiri, Hamidi |
| 25 iulie 2024 16:00 | Döll 6   | (10–11) | Kang K., Ryu 6 | South Paris Arena 6, Paris Asistență: 5765 Arbitri: Belkhiri, Hamidi |
| 25 iulie 2024 16:00 | 2×       | Raport  | 2× 1×          | South Paris Arena 6, Paris Asistență: 5765 Arbitri: Belkhiri, Hamidi |

| 25 iulie 2024 21:00 | Norvegia        | 28 – 32 | Suedia   | South Paris Arena 6, Paris Asistență: 5808 Arbitri: García, Marín |
| 25 iulie 2024 21:00 | Mørk, Oftedal 7 | (17–15) | Hagman 8 | South Paris Arena 6, Paris Asistență: 5808 Arbitri: García, Marín |
| 25 iulie 2024 21:00 | 3× 1×           | Raport  | 5× 1×    | South Paris Arena 6, Paris Asistență: 5808 Arbitri: García, Marín |

| 28 iulie 2024 11:00 | Coreea de Sud | 23 – 30 | Slovenia | South Paris Arena 6, Paris Asistență: 5819 Arbitri: Bíró, Kiss |
| 28 iulie 2024 11:00 | Woo 7         | (12–14) | Mavsar 7 | South Paris Arena 6, Paris Asistență: 5819 Arbitri: Bíró, Kiss |
| 28 iulie 2024 11:00 | 2× 1×         | Raport  | 1×       | South Paris Arena 6, Paris Asistență: 5819 Arbitri: Bíró, Kiss |

| 28 iulie 2024 14:00 | Suedia    | 31 – 28 | Germania         | South Paris Arena 6, Paris Asistență: 5815 Arbitri: Pavićević, Ražnatović |
| 28 iulie 2024 14:00 | Carlson 7 | (19–12) | trei jucătoare 5 | South Paris Arena 6, Paris Asistență: 5815 Arbitri: Pavićević, Ražnatović |
| 28 iulie 2024 14:00 | 4×        | Raport  | 3×               | South Paris Arena 6, Paris Asistență: 5815 Arbitri: Pavićević, Ražnatović |

| 28 iulie 2024 16:00 | Danemarca    | 18 – 27 | Norvegia                     | South Paris Arena 6, Paris Asistență: 5815 Arbitri: C. Bonaventura, J. Bonaventura |
| 28 iulie 2024 16:00 | Østergaard 5 | (8–14)  | Brattset Dale, Kristiansen 6 | South Paris Arena 6, Paris Asistență: 5815 Arbitri: C. Bonaventura, J. Bonaventura |
| 28 iulie 2024 16:00 | 3×           | Raport  | 1×                           | South Paris Arena 6, Paris Asistență: 5815 Arbitri: C. Bonaventura, J. Bonaventura |

| 30 iulie 2024 09:00 | Germania      | 41 – 22 | Slovenia | South Paris Arena 6, Paris Asistență: 5852 Arbitri: García, Paolantoni |
| 30 iulie 2024 09:00 | Lott, Smits 7 | (16–9)  | Gros 6   | South Paris Arena 6, Paris Asistență: 5852 Arbitri: García, Paolantoni |
| 30 iulie 2024 09:00 | 4× 1×         | Raport  | 4× 1×    | South Paris Arena 6, Paris Asistență: 5852 Arbitri: García, Paolantoni |

| 30 iulie 2024 11:00 | Norvegia   | 26 – 20 | Coreea de Sud | South Paris Arena 6, Paris Asistență: 5852 Arbitri: Brunner, Salah |
| 30 iulie 2024 11:00 | Skogrand 5 | (13–11) | Ryu 6         | South Paris Arena 6, Paris Asistență: 5852 Arbitri: Brunner, Salah |
| 30 iulie 2024 11:00 | 2× 1×      | Raport  | 1×            | South Paris Arena 6, Paris Asistență: 5852 Arbitri: Brunner, Salah |

| 30 iulie 2024 21:00 | Suedia   | 23 – 25 | Danemarca         | South Paris Arena 6, Paris Asistență: 5724 Arbitri: A. Konjičanin, D. Konjičanin |
| 30 iulie 2024 21:00 | Hagman 6 | (14–14) | patru jucătoare 4 | South Paris Arena 6, Paris Asistență: 5724 Arbitri: A. Konjičanin, D. Konjičanin |
| 30 iulie 2024 21:00 | 4×       | Raport  | 3× 1×             | South Paris Arena 6, Paris Asistență: 5724 Arbitri: A. Konjičanin, D. Konjičanin |

| 1 august 2024 11:00 | Coreea de Sud | 21 – 27 | Suedia      | South Paris Arena 6, Paris Asistență: 5653 Arbitri: García, Paolantoni |
| 1 august 2024 11:00 | Kang K. 5     | (11–16) | Lindqvist 5 | South Paris Arena 6, Paris Asistență: 5653 Arbitri: García, Paolantoni |
| 1 august 2024 11:00 | 2×            | Raport  |             | South Paris Arena 6, Paris Asistență: 5653 Arbitri: García, Paolantoni |

| 1 august 2024 19:00 | Germania  | 27 – 28 | Danemarca | South Paris Arena 6, Paris Asistență: 5722 Arbitri: Bíró, Kiss |
| 1 august 2024 19:00 | Behrend 6 | (12–15) | Højlund 7 | South Paris Arena 6, Paris Asistență: 5722 Arbitri: Bíró, Kiss |
| 1 august 2024 19:00 | 3×        | Raport  | 4×        | South Paris Arena 6, Paris Asistență: 5722 Arbitri: Bíró, Kiss |

| 1 august 2024 21:00 | Slovenia       | 22 – 29 | Norvegia         | South Paris Arena 6, Paris Asistență: 5722 Arbitri: Belkhiri, Hamidi |
| 1 august 2024 21:00 | Gros, Mavsar 5 | (10–15) | trei jucătoare 4 | South Paris Arena 6, Paris Asistență: 5722 Arbitri: Belkhiri, Hamidi |
| 1 august 2024 21:00 | 4× 1×          | Raport  | 2× 1×            | South Paris Arena 6, Paris Asistență: 5722 Arbitri: Belkhiri, Hamidi |

| 3 august 2024 16:00 | Slovenia   | 23 – 27 | Suedia   | South Paris Arena 6, Paris Asistență: 5801 Arbitri: Brunner, Salah |
| 3 august 2024 16:00 | Omoregie 9 | (14–11) | Hagman 5 | South Paris Arena 6, Paris Asistență: 5801 Arbitri: Brunner, Salah |
| 3 august 2024 16:00 | 2×         | Raport  | 1×       | South Paris Arena 6, Paris Asistență: 5801 Arbitri: Brunner, Salah |

| 3 august 2024 19:00 | Norvegia  | 30 – 18 | Germania         | South Paris Arena 6, Paris Asistență: 5714 Arbitri: A. Konjičanin, D. Konjičanin |
| 3 august 2024 19:00 | Reistad 8 | (14–8)  | trei jucătoare 3 | South Paris Arena 6, Paris Asistență: 5714 Arbitri: A. Konjičanin, D. Konjičanin |
| 3 august 2024 19:00 | 3×        | Raport  | 2×               | South Paris Arena 6, Paris Asistență: 5714 Arbitri: A. Konjičanin, D. Konjičanin |

| 3 august 2024 21:00 | Danemarca           | 28 – 20 | Coreea de Sud | South Paris Arena 6, Paris Asistență: 5714 Arbitri: García, Marín |
| 3 august 2024 21:00 | Hansen, Jørgensen 6 | (12–8)  | Woo 5         | South Paris Arena 6, Paris Asistență: 5714 Arbitri: García, Marín |
| 3 august 2024 21:00 | 4× 1×               | Raport  |               | South Paris Arena 6, Paris Asistență: 5714 Arbitri: García, Marín |

### Grupa B
| Loc | Echipa        | MJ | V | E | Î | GM  | GP  | DG  | Pct | Calificare           |
| --- | ------------- | -- | - | - | - | --- | --- | --- | --- | -------------------- |
| 1   | Franța (H)    | 5  | 5 | 0 | 0 | 159 | 124 | +35 | 10  | Sferturile de finală |
| 2   | Țările de Jos | 5  | 4 | 0 | 1 | 152 | 137 | +15 | 8   | Sferturile de finală |
| 3   | Ungaria       | 5  | 2 | 1 | 2 | 137 | 140 | −3  | 5   | Sferturile de finală |
| 4   | Brazilia      | 5  | 2 | 0 | 3 | 127 | 119 | +8  | 4   | Sferturile de finală |
| 5   | Angola        | 5  | 1 | 1 | 3 | 131 | 154 | −23 | 3   |                      |
| 6   | Spania        | 5  | 0 | 0 | 5 | 111 | 143 | −32 | 0   |                      |

| 25 iulie 2024 11:00 | Țările de Jos       | 34 – 31 | Angola            | South Paris Arena 6, Paris Asistență: 5765 Arbitri: Kuttler, Merz |
| 25 iulie 2024 11:00 | Malestein, Polman 8 | (19–18) | Nenganga, Paulo 6 | South Paris Arena 6, Paris Asistență: 5765 Arbitri: Kuttler, Merz |
| 25 iulie 2024 11:00 | 1×                  | Raport  | 3×                | South Paris Arena 6, Paris Asistență: 5765 Arbitri: Kuttler, Merz |

| 25 iulie 2024 14:00 | Spania  | 18 – 29 | Brazilia            | South Paris Arena 6, Paris Asistență: 5765 Arbitri: Kurtagic, Wetterwik |
| 25 iulie 2024 14:00 | López 5 | (10–15) | De Paula, Matieli 6 | South Paris Arena 6, Paris Asistență: 5765 Arbitri: Kurtagic, Wetterwik |
| 25 iulie 2024 14:00 | 5×      | Raport  | 5×                  | South Paris Arena 6, Paris Asistență: 5765 Arbitri: Kurtagic, Wetterwik |

| 25 iulie 2024 19:00 | Ungaria   | 28 – 31 | Franța      | South Paris Arena 6, Paris Asistență: 5808 Arbitri: García, Paolantoni |
| 25 iulie 2024 19:00 | Kuczora 8 | (12–15) | Nze Minko 6 | South Paris Arena 6, Paris Asistență: 5808 Arbitri: García, Paolantoni |
| 25 iulie 2024 19:00 | 1×        | Raport  | 2× 1×       | South Paris Arena 6, Paris Asistență: 5808 Arbitri: García, Paolantoni |

| 28 iulie 2024 09:00 | Brazilia         | 24 – 25 | Ungaria | South Paris Arena 6, Paris Asistență: 5819 Arbitri: Kleven, Jørum |
| 28 iulie 2024 09:00 | trei jucătoare 4 | (15–12) | Simon 5 | South Paris Arena 6, Paris Asistență: 5819 Arbitri: Kleven, Jørum |
| 28 iulie 2024 09:00 | 3×               | Raport  | 3×      | South Paris Arena 6, Paris Asistență: 5819 Arbitri: Kleven, Jørum |

| 28 iulie 2024 19:00 | Angola     | 26 – 21 | Spania   | South Paris Arena 6, Paris Asistență: 5748 Arbitri: A. Konjičanin, D. Konjičanin |
| 28 iulie 2024 19:00 | Nenganga 7 | (14–15) | Campos 6 | South Paris Arena 6, Paris Asistență: 5748 Arbitri: A. Konjičanin, D. Konjičanin |
| 28 iulie 2024 19:00 | 4× 1×      | Raport  | 3× 1×    | South Paris Arena 6, Paris Asistență: 5748 Arbitri: A. Konjičanin, D. Konjičanin |

| 28 iulie 2024 21:00 | Franța       | 32 – 28 | Țările de Jos | South Paris Arena 6, Paris Asistență: 5748 Arbitri: Lah, Sok |
| 28 iulie 2024 21:00 | Valentini 10 | (17–14) | Malestein 7   | South Paris Arena 6, Paris Asistență: 5748 Arbitri: Lah, Sok |
| 28 iulie 2024 21:00 | 2×           | Raport  | 2×            | South Paris Arena 6, Paris Asistență: 5748 Arbitri: Lah, Sok |

| 30 iulie 2024 15:00 | Țările de Jos  | 29 – 24 | Spania  | South Paris Arena 6, Paris Asistență: 5834 Arbitri: Hansen, Madsen |
| 30 iulie 2024 15:00 | Van Wetering 5 | (14–12) | Arcos 6 | South Paris Arena 6, Paris Asistență: 5834 Arbitri: Hansen, Madsen |
| 30 iulie 2024 15:00 | 1×             | Raport  | 2× 1×   | South Paris Arena 6, Paris Asistență: 5834 Arbitri: Hansen, Madsen |

| 30 iulie 2024 16:00 | Ungaria   | 31 – 31 | Angola    | South Paris Arena 6, Paris Asistență: 5834 Arbitri: Kurtagic, Wetterwik |
| 30 iulie 2024 16:00 | Klujber 9 | (15–16) | Kassoma 9 | South Paris Arena 6, Paris Asistență: 5834 Arbitri: Kurtagic, Wetterwik |
| 30 iulie 2024 16:00 | 2× 1×     | Raport  | 2×        | South Paris Arena 6, Paris Asistență: 5834 Arbitri: Kurtagic, Wetterwik |

| 30 iulie 2024 19:00 | Franța  | 26 – 20 | Brazilia   | South Paris Arena 6, Paris Asistență: 5724 Arbitri: Kuttler, Merz |
| 30 iulie 2024 19:00 | Foppa 7 | (14–11) | De Paula 7 | South Paris Arena 6, Paris Asistență: 5724 Arbitri: Kuttler, Merz |
| 30 iulie 2024 19:00 | 2×      | Raport  | 3×         | South Paris Arena 6, Paris Asistență: 5724 Arbitri: Kuttler, Merz |

| 1 august 2024 09:00 | Țările de Jos  | 31 – 24 | Brazilia | South Paris Arena 6, Paris Asistență: 5653 Arbitri: A. Konjičanin, D. Konjičanin |
| 1 august 2024 09:00 | Van Wetering 6 | (17–13) | Bitolo 7 | South Paris Arena 6, Paris Asistență: 5653 Arbitri: A. Konjičanin, D. Konjičanin |
| 1 august 2024 09:00 | 1×             | Raport  | 3× 1×    | South Paris Arena 6, Paris Asistență: 5653 Arbitri: A. Konjičanin, D. Konjičanin |

| 1 august 2024 14:00 | Spania   | 24 – 27 | Ungaria   | South Paris Arena 6, Paris Asistență: 5816 Arbitri: Kuttler, Merz |
| 1 august 2024 14:00 | Cabral 6 | (12–14) | Klujber 6 | South Paris Arena 6, Paris Asistență: 5816 Arbitri: Kuttler, Merz |
| 1 august 2024 14:00 | 2× 1×    | Raport  | 3×        | South Paris Arena 6, Paris Asistență: 5816 Arbitri: Kuttler, Merz |

| 1 august 2024 16:00 | Angola           | 24 – 38   | Franța  | South Paris Arena 6, Paris Asistență: 5816 Arbitri: Jørum, Kleven |
| 1 august 2024 16:00 | trei jucătoare 5 | (14–18)   | Kanor 7 | South Paris Arena 6, Paris Asistență: 5816 Arbitri: Jørum, Kleven |
| 1 august 2024 16:00 | 2× 1×            | [ Raport] | 1×      | South Paris Arena 6, Paris Asistență: 5816 Arbitri: Jørum, Kleven |

| 3 august 2024 09:00 | Ungaria                 | 26 – 30 | Țările de Jos | South Paris Arena 6, Paris Asistență: 5841 Arbitri: C. Bonaventura, J. Bonaventura |
| 3 august 2024 09:00 | Győri-Lukács, Klujber 5 | (16–19) | Abbingh 7     | South Paris Arena 6, Paris Asistență: 5841 Arbitri: C. Bonaventura, J. Bonaventura |
| 3 august 2024 09:00 | 4× 1×                   | Raport  | 3×            | South Paris Arena 6, Paris Asistență: 5841 Arbitri: C. Bonaventura, J. Bonaventura |

| 3 august 2024 11:00 | Spania   | 24 – 32 | Franța     | South Paris Arena 6, Paris Asistență: 5841 Arbitri: Kuttler, Merz |
| 3 august 2024 11:00 | Cabral 5 | (9–17)  | Toublanc 6 | South Paris Arena 6, Paris Asistență: 5841 Arbitri: Kuttler, Merz |
| 3 august 2024 11:00 | 4× 1×    | Raport  | 1×         | South Paris Arena 6, Paris Asistență: 5841 Arbitri: Kuttler, Merz |

| 3 august 2024 14:00 | Brazilia | 30 – 19 | Angola    | South Paris Arena 6, Paris Asistență: 5801 Arbitri: Lah, Sok |
| 3 august 2024 14:00 | Bitolo 7 | (14–6)  | Pascoal 4 | South Paris Arena 6, Paris Asistență: 5801 Arbitri: Lah, Sok |
| 3 august 2024 14:00 | 2× 1×    | Raport  | 1× 2×     | South Paris Arena 6, Paris Asistență: 5801 Arbitri: Lah, Sok |

## Fazele eliminatorii

### Schemă
|  | Sferturile de finală | Sferturile de finală |                |    | Semifinalele | Semifinalele |  |  | Finala | Finala |
|  |                      |                      |                |    |              |              |  |  |        |        |
|  | 6 august 2024        |                      |                |    |              |              |  |  |        |        |
|  |                      |                      |                |    |              |              |  |  |        |        |
|  | Norvegia             | 32                   |                |    |              |              |  |  |        |        |
|  | Norvegia             | 32                   | 8 august 2024  |    |              |              |  |  |        |        |
|  | Brazilia             | 15                   |                |    |              |              |  |  |        |        |
|  | Brazilia             | 15                   | Norvegia       | 25 |              |              |  |  |        |        |
|  | 6 august 2024        |                      | Norvegia       | 25 |              |              |  |  |        |        |
|  |                      | Danemarca            | 21             |    |              |              |  |  |        |        |
|  | Danemarca            | Danemarca            | 21             | 29 |              |              |  |  |        |        |
|  | Danemarca            |                      | 10 august 2024 | 29 |              |              |  |  |        |        |
|  | Țările de Jos        | 25                   |                |    |              |              |  |  |        |        |
|  | Țările de Jos        | 25                   | Norvegia       | 29 |              |              |  |  |        |        |
|  | 6 august 2024        |                      | Norvegia       | 29 |              |              |  |  |        |        |
|  |                      | Franța               | 21             |    |              |              |  |  |        |        |
|  | Ungaria              | Franța               | 21             | 32 |              |              |  |  |        |        |
|  | Ungaria              | 8 august 2024        |                | 32 |              |              |  |  |        |        |
|  | Suedia (Prel.)       | 36                   |                |    |              |              |  |  |        |        |
|  | Suedia (Prel.)       | 36                   | Suedia         | 28 |              |              |  |  |        |        |
|  | 6 august 2024        |                      | Suedia         | 28 |              |              |  |  |        |        |
|  |                      | Franța (Prel.)       | 31             |    | Finala mică  | Finala mică  |  |  |        |        |
|  | Franța               | Franța (Prel.)       | 31             | 26 | Finala mică  | Finala mică  |  |  |        |        |
|  | Franța               |                      | 10 august 2024 | 26 |              |              |  |  |        |        |
|  | Germania             | 23                   |                |    |              |              |  |  |        |        |
|  | Germania             | 23                   | Danemarca      | 30 |              |              |  |  |        |        |
|  |                      |                      |                |    |              |              |  |  |        |        |
|  | Suedia               | 25                   |                |    |              |              |  |  |        |        |
|  | Suedia               | 25                   |                |    |              |              |  |  |        |        |

### Sferturile de finală
| 6 august 2024 09:30 | Danemarca       | 29 – 25 | Țările de Jos            | Stade Pierre-Mauroy, Lille Asistență: 20372 Arbitri: Kurtagic, Wetterwik |
| 6 august 2024 09:30 | Friis, Hansen 6 | (11–10) | Housheer, Van Wetering 7 | Stade Pierre-Mauroy, Lille Asistență: 20372 Arbitri: Kurtagic, Wetterwik |
| 6 august 2024 09:30 | 5× 1×           | Raport  | 5×                       | Stade Pierre-Mauroy, Lille Asistență: 20372 Arbitri: Kurtagic, Wetterwik |

| 6 august 2024 13:30 | Franța    | 26 – 23 | Germania | Stade Pierre-Mauroy, Lille Asistență: 26548 Arbitri: Jørum, Kleven |
| 6 august 2024 13:30 | Horacek 7 | (13–10) | Bölk 7   | Stade Pierre-Mauroy, Lille Asistență: 26548 Arbitri: Jørum, Kleven |
| 6 august 2024 13:30 | 1×        | Raport  | 2×       | Stade Pierre-Mauroy, Lille Asistență: 26548 Arbitri: Jørum, Kleven |

| 6 august 2024 17:30 | Ungaria              | 32 – 36 (Prel.) | Suedia    | Stade Pierre-Mauroy, Lille Asistență: 22408 Arbitri: A. Konjičanin, D. Konjičanin |
| 6 august 2024 17:30 | Klujber 11           | (15–16)         | Koppang 7 | Stade Pierre-Mauroy, Lille Asistență: 22408 Arbitri: A. Konjičanin, D. Konjičanin |
| 6 august 2024 17:30 | 3× 1×                | Raport          | 4×        | Stade Pierre-Mauroy, Lille Asistență: 22408 Arbitri: A. Konjičanin, D. Konjičanin |
| 6 august 2024 17:30 | FT: 29–29 Prel.: 3–7 |                 |           | Stade Pierre-Mauroy, Lille Asistență: 22408 Arbitri: A. Konjičanin, D. Konjičanin |

| 6 august 2024 21:30 | Norvegia   | 32 – 15 | Brazilia              | Stade Pierre-Mauroy, Lille Asistență: 21522 Arbitri: Kuttler, Merz |
| 6 august 2024 21:30 | Jacobsen 6 | (16–8)  | De Paula, Guarieiro 3 | Stade Pierre-Mauroy, Lille Asistență: 21522 Arbitri: Kuttler, Merz |
| 6 august 2024 21:30 | 1×         | Raport  | 2× 1×                 | Stade Pierre-Mauroy, Lille Asistență: 21522 Arbitri: Kuttler, Merz |

### Semifinalele
| 8 august 2024 16:30 | Suedia               | 28 – 31 (Prel.) | Franța    | Stade Pierre-Mauroy, Lille Asistență: 24688 Arbitri: Kuttler, Merz |
| 8 august 2024 16:30 | Hagman 6             | (12–10)         | Horacek 8 | Stade Pierre-Mauroy, Lille Asistență: 24688 Arbitri: Kuttler, Merz |
| 8 august 2024 16:30 | 3×                   | Raport          | 5× 1×     | Stade Pierre-Mauroy, Lille Asistență: 24688 Arbitri: Kuttler, Merz |
| 8 august 2024 16:30 | FT: 25–25 Prel.: 3–6 |                 |           | Stade Pierre-Mauroy, Lille Asistență: 24688 Arbitri: Kuttler, Merz |

| 8 august 2024 21:30 | Norvegia        | 25 – 21 | Danemarca   | Stade Pierre-Mauroy, Lille Asistență: 15975 Arbitri: Lah, Sok |
| 8 august 2024 21:30 | Brattset Dale 4 | (11–8)  | Jørgensen 4 | Stade Pierre-Mauroy, Lille Asistență: 15975 Arbitri: Lah, Sok |
| 8 august 2024 21:30 | 3× 1×           | Raport  | 3× 1×       | Stade Pierre-Mauroy, Lille Asistență: 15975 Arbitri: Lah, Sok |

### Finala mică
| 10 august 2024 10:00 | Danemarca | 30 – 25 | Suedia   | Stade Pierre-Mauroy, Lille Asistență: 13179 Arbitri: Jørum, Kleven |
| 10 august 2024 10:00 | Højlund 5 | (15–13) | Hagman 5 | Stade Pierre-Mauroy, Lille Asistență: 13179 Arbitri: Jørum, Kleven |
| 10 august 2024 10:00 | 4× 1×     | Raport  | 3× 1×    | Stade Pierre-Mauroy, Lille Asistență: 13179 Arbitri: Jørum, Kleven |

### Finala
| 10 august 2024 15:00 | Norvegia  | 29 – 21 | Franța  | Stade Pierre-Mauroy, Lille Asistență: 26664 Arbitri: García, Marín |
| 10 august 2024 15:00 | Reistad 8 | (15–13) | Kanor 5 | Stade Pierre-Mauroy, Lille Asistență: 26664 Arbitri: García, Marín |
| 10 august 2024 15:00 | 3×        | Raport  | 1×      | Stade Pierre-Mauroy, Lille Asistență: 26664 Arbitri: García, Marín |

## Clasament final și handbaliste medaliate
| Loc | Echipă        |
| --- | ------------- |
| 1   | Norvegia      |
| 2   | Franța        |
| 3   | Danemarca     |
| 4   | Suedia        |
| 5   | Țările de Jos |
| 6   | Ungaria       |
| 7   | Brazilia      |
| 8   | Germania      |
| 9   | Angola        |
| 10  | Coreea de Sud |
| 11  | Slovenia      |
| 12  | Spania        |

| Post                         | Jucătoare            |
| ---------------------------- | -------------------- |
| Portar                       | Laura Glauser        |
| Extremă dreapta              | Alicia Toublanc      |
| Inter dreapta                | Katrin Klujber       |
| Centru                       | Stine Bredal Oftedal |
| Inter stânga                 | Estelle Nze Minko    |
| Extremă stânga               | Emma Friis           |
| Pivot                        | Kari Brattset Dale   |
| Cea mai bună jucătoare (MVP) | Katrine Lunde        |

| Poz. | Nume               | Goluri | Șuturi | %  |
| ---- | ------------------ | ------ | ------ | -- |
| 1    | Nathalie Hagman    | 41     | 59     | 69 |
| 2    | Tamara Horacek     | 40     | 55     | 73 |
| 3    | Katrin Klujber     | 38     | 66     | 58 |
| 4    | Angela Malestein   | 34     | 52     | 65 |
| 5    | Emma Friis         | 31     | 44     | 70 |
| 6    | Dione Housheer     | 30     | 58     | 52 |
| 6    | Kristina Jørgensen | 30     | 55     | 55 |
| 6    | Estelle Nze Minko  | 30     | 49     | 61 |
| 6    | Jamina Roberts     | 30     | 53     | 57 |
| 10   | Kari Brattset Dale | 29     | 37     | 78 |

| Poz. | Nume                    | %  | Parade | Șuturi |
| ---- | ----------------------- | -- | ------ | ------ |
| 1    | Katrine Lunde           | 42 | 79     | 188    |
| 2    | Evelina Eriksson        | 38 | 30     | 80     |
| 3    | Johanna Bundsen         | 36 | 93     | 257    |
| 3    | Gabriela Moreschi       | 36 | 70     | 193    |
| 3    | Althea Reinhardt        | 36 | 52     | 143    |
| 3    | Silje Solberg-Østhassel | 36 | 32     | 88     |
| 7    | Sandra Toft             | 35 | 46     | 133    |
| 8    | Hatadou Sako            | 34 | 31     | 91     |
| 9    | Laura Glauser           | 32 | 63     | 197    |
| 9    | Yara ten Holte          | 32 | 53     | 167    |

## Medaliate
| Medalie de aur | Medalie de argint | Medalie de bronz |
| Norvegia Veronica Kristiansen · Maren Nyland Aardahl · Stine Skogrand · Nora Mørk · Stine Bredal Oftedal (c) · Silje Solberg-Østhassel · Kari Brattset Dale · Kristine Breistøl · Vilde Ingstad · Katrine Lunde · Marit Røsberg Jacobsen · Camilla Herrem · Sanna Solberg-Isaksen · Henny Reistad · Thale Rushfeldt Deila Antrenor principal: · Þórir Hergeirsson | Franța Laura Glauser · Méline Nocandy · Alicia Toublanc · Chloé Valentini · Coralie Lassource · Grâce Zaadi · Cléopatre Darleux · Laura Flippes · Orlane Kanor · Tamara Horacek · Pauletta Foppa · Estelle Nze Minko (c) · Oriane Ondono · Lucie Granier · Sarah Bouktit · Léna Grandveau · Hatadou Sako Antrenor principal: · Olivier Krumbholz | Danemarca Sandra Toft (c) · Sarah Iversen · Helena Elver · Anne Mette Hansen · Kathrine Heindahl · Line Haugsted · Althea Reinhardt · Mette Tranborg · Kristina Jørgensen · Trine Østergaard · Louise Burgaard · Mie Højlund · Emma Friis · Rikke Iversen · Michala Møller Antrenor principal: · Jesper Jensen |